# Christian Lio-Willie
Pour les articles homonymes, voir Lio (homonymie) et Willie.
Pas d'image ? Cliquez ici

a Compétitions nationales et continentales officielles uniquement.

b Matchs officiels uniquement.
Dernière mise à jour le 9 juillet 2025.
Christian Lio-Willie, né le 26 août 1998 à Auckland (Nouvelle-Zélande), est un joueur international néo-zélandais de rugby à XV évoluant au poste de troisième ligne centre. Il joue avec la franchise des Crusaders en Super Rugby et avec Otago en National Provincial Championship.

## Biographie
Né à Auckland dans une famille d'origine samoane,, Christian Lio-Willie fréquente la Massey High School (en).
À 18 ans, il s'installe à Dunedin pour suivre des études de chirurgie dentaire à l'université d'Otago, tout en évoluant avec le club local de Kaikorai RFC. Il obtient son diplôme en odontologie en 2023.
Christian Lio-Willie commence sa carrière professionnelle avec la province d'Otago en National Provincial Championship (NPC),. Il fait ses débuts officiels en NPC le 7 août 2021 lors d'une victoire 26 à 19 contre Southland, où il se distingue par une percée décisive en fin de match.
Après des performances remarquées avec Otago, il est retenu avec les Highlanders pour la saison 2022 de Super Rugby.
L'année suivante, il rejoint les Crusaders, avec qui il s'impose comme un titulaire régulier. Également en 2023, Christian Lio-Willie est sélectionné avec les All Blacks XV (en) (équipe réserve de Nouvelle-Zélande) pour une série de matchs en Europe et au Japon. 
À l'issue de la saison 2025, il compte 43 apparitions et 10 essais avec la franchise, contribuant notamment au retour au premier plan des Crusaders avec leur titre de champion, après une saison 2024 sans phase finale.
Après la saison de Super Rugby, il est convoqué en équipe de Nouvelle-Zélande par Scott Robertson pour préparer la série de test matchs contre la France, en tournée en Nouvelle-Zélande, en remplacement du blessé Luke Jacobson. Il honore sa première cape avec les All Blacks le 6 juillet 2025, lors du premier test contre la France au Forsyth Barr Stadium de Dunedin. Titulaire en troisième ligne centre, il forme la troisième ligne néo-zélandaise aux côtés d'Ardie Savea et de Tupou Vaa'i.

## Statistiques en équipe nationale
Au 9 juillet 2025, Christian Lio-Willie compte 1 cape en équipe de Nouvelle-Zélande.

## Palmarès
- Vainqueur du Super Rugby en 2023 et 2025 avec les Crusaders.